# Estado de Taraba
El estado de Taraba es uno de los treinta y seis estados pertenecientes a la República Federal de Nigeria.

## Localidades con población en marzo de 2016
- Ardo-Kola 117,300
- Bali 282,000
- Donga 177,900
- Gashaka 116,500
- Gassol 327,500
- Ibi 112,700
- Jalingo 187,500
- Karim-Lamido 259,200
- Kurmi 122,000
- Lau 127,200
- Sardauna 299,800
- Takum 179,900
- Ussa 121,500
- Wukari 318,400
- Yorro 120,100
- Zing 170,600

## Territorio y Población
Este estado es poseedor de una extensión de territorio que abarca una superficie compuesta por unos 54.473 km². La población se eleva a la cifra de 2.774.083 personas (datos del censo del año 2007). La densidad poblacional es de 50,9 habitantes por cada kilómetro cuadrado de esta división administrativa.

## Geografía
El estado de Taraba está limitado al oeste por los estados de Plateau y de Benue y al este por Camerún. Taraba tiene dieciséis zonas de gobierno local, que se rigen por presidentes electos. Son los siguientes: Ardo Kola, Bali, Donga, Gashaka, Gassol, Ibi, Jalingo, Lamido Karim, Kurmi, Lau, Sardauna, takum, Ussa, Wukari, Yorro y Zing.
Se encuentra en gran medida en el centro de Nigeria y se compone de un ondulante paisaje salpicado con algunas montañas. Estas incluyen la pintoresca y prominente Mambilla Meseta. El estado se encuentra en dentro de la zona tropical y tiene una vegetación de selva baja en la parte sur y de pastizales en la zona norte. La meseta de Mambilla con una altitud de 1.800 metros (6000 pies) sobre el nivel del mar tiene un clima templado todo el año.
Los ríos Benue, Taraba Donga, Ibi son los principales ríos del estado. Se levantan desde las montañas de Camerún, y recorren casi toda la longitud del Estado en dirección norte a sur para enlazar con el río Níger.

## Agricultura
La actividad principal de la gente del estado de Taraba es la agricultura. Los cultivos comerciales producidos en el estado son el café, el té, el maní y el algodón. Cultivos como el maíz, arroz, sorgo, mijo, yuca, ñame y también son producidos en cantidades comerciales. Además, el ganado, ovejas y cabras se crían en grandes cantidades, sobre todo en la meseta Mambilla, y a lo largo de los valles Benue y Taraba. Del mismo modo, las personas llevan a cabo otras actividades de producción ganadera como la producción de aves de corral, la cunicultura y la cría de cerdos en escala bastante grande. Las comunidades que viven a orillas de los Benue, Taraba, y Donga Ibi se dedican a la pesca durante todo el año. Otras actividades profesionales, tales como la cerámica, tela, tejido, teñido, tallado, bordado y herrería también se llevan a cabo en diversas partes del estado.

## Cultura
El gobierno ha hecho esfuerzos concertados para mejorar las áreas de atracciones turísticas como el Centro Turístico Mambilla, el Parque Gumpti y la Reserva de caza en Gashaka, y el festival Nwunyu Pesca en Ibi, que normalmente se celebra en abril con actividades tales como carreras de canoas, natación y competencias de bailes culturales se llevan a cabo. Otros festivales son el Purma de la Chamba en Donga, el Puje de Jukuns, Kuchecheb de Kutebs en takum y Ussa, Kati de la Mambilla y muchos otros. Taraba, es conocido como "regalo de la naturaleza a la nación" ya que el estado es rico y tiene muchos grupos étnicos, incluyendo Jenjo, Chamba Kuteb, Mumuyes, Mambila, Wurkums, fulanis, Jukun, Ichen, Tiv, Hausa y Ndoro.
- Datos: Q463959
- Multimedia: Taraba State / Q463959